# Porky's II – Dagen efter
Porky's II – Dagen efter, (engelska Porky's II: The next day), är en amerikansk-kanadensisk komedi från 1983 i regi av Bob Clark, som även hade varit med och skrivit filmens manus. Filmen hade Sverigepremiär den 26 augusti 1983.

## Handling
Gänget från Angel Beach High School med Pee Wee Morris i spetsen är tillbaka igen. Denna gång ska de sätta upp en pjäs av Shakespeare och försöker locka till sig alla möjliga elever att ställa upp som skådespelare. Tyvärr vill en grupp medborgare med den största dubbelmoral som finns och rasistiska attityder, med den religiösa pastorn Bubba Flavel i spetsen, förbjuda att pjäser av Shakespeare uppförs eftersom han och hans grupp, "The Righteous Flock", tycker att Shakespeare är alldeles för oanständigt för skolans anseende. Gänget måste också ta sig an en Ku Klux Klan-attack, som motsätter sig att ett Redskin (indian) ska spela Romeo.

## Om filmen
- Filmen är bland annat inspelad i Fort Lauderdale, Miami och Virginia Key, Florida i USA.
- Filmens regissör, Bob Clark, gör en cameo-roll som en av Ku Klux Klan-männen.

## Rollista (i urval)
- Dan Monahan - Edward "Pee Wee" Morris
- Wyatt Knight - Tommy Turner
- Mark Herrier - Billy McCarthy
- Tony Ganios - Anthony "Meat" Tuperello
- Scott Colomby - Brian Schwartz
- Cyril O'Reilly - Timmy "Tim" Cavanaugh
- Kaki Hunter - Wendy Williams
- Ilse Earl - Mrs. Morris
- Eric Christmas - Mr. Carter
- Bill Wiley - Pastor Bubba Flavel
- Nancy Parsons - Beulah Balbricker
- Joseph Runningfox - John Henry
- Roger Wilson - Mickey Jarvis